# Гайнц Кауфманн
Гайнц Кауфманн (нім. Heinz Kaufmann, 20 вересня 1913 — 31 серпня 1997) — німецький академічний веслувальник.
Бронзовий призер Олімпійських Ігор 1936 року в складі вісімки.
Срібний призер Чемпіонату Європи 1937 року в складі розпашної четвірки зі стерновим.